# Národní řád Horní Volty
Národní řád Horní Volty (francouzsky Ordre national voltaïque) bylo nejvyšší státní vyznamenání Republiky Horní Volty. Založen byl roku 1961 a udílen občanům republiky i cizincům za služby národu.

## Historie a pravidla udílení
Národní řád Horní Volty byl založen dne 29. června 1961 na památku vyhlášení úplné nezávislosti Horní Volty. Udílen byl občanům Horní Volty za vynikající výsledky v civilní či vojenské službě nebo v profesionálním životě, které poskytli ve prospěch národa. Udělen mohl být i cizincům. Velmistrem řádu byl úřadující prezident republiky, který při nástupu do funkce obdržel velkokříž řádu.
Po nástupu Thomase Sankary k moci v roce 1983 byly zákonem ze dne 14. března 1985 všechna vyznamenání Horní Volty zrušena.
K definitivnímu zrušení řádu došlo zákonem č. 93-256 ze dne 6. srpna 1993. Zároveň všichni jeho držitelé obdrželi Národní řád Burkiny Faso v příslušné třídě. Bylo jim také umožněno i nadále nosit insignie zrušeného řádu. Pokud jim však byl udělen nový řád vyšší třídy, pak již nošení insignií nižší třídy možné nebylo.

## Třídy
Řád byl udílen v pěti třídách:
- rytíř velkokříže – Řádový odznak se nosí na široké stuze spadající z ramene na protilehlý bok. Řádová hvězda se nosí nalevo na hrudi.
- velkodůstojník – Řádový odznak se nosí na stuze s rozetou nalevo na hrudi. Řádová hvězda se nosí napravo na hrudi.
- komtur – Řádový odznak se nosí na stuze kolem krku.
- důstojník – Řádový odznak se nosí na stužce s rozetou nalevo na hrudi.
- rytíř – Řádový odznak se nosí na stužce bez rozety nalevo na hrudi.

rytíř velkokříže
velkodůstojník
komtur
důstojník
rytíř

## Insignie
Řádový odznak má tvar bíle smaltované, černě lemované vertikálně protáhlé šesticípé hvězdy, jež je položena na věnci ze dvou klasů prosa. Uprostřed je kulatý medailon se širokým červeně smaltovaným lemem. V medailonu je vyobrazen slon. Při vnějším okraji je ve spodní části nápis ORDRE NATIONAL. Zadní strana hvězdy je hladká, bez smaltu. Uprostřed je kulatý medailon se širokým červeně smaltovaným okrajem. V medailonu je státní znak Horní Volty a na okraji nápis REPUBLIQUE DE HAUTE VOLTA. V případě třídy rytíře je odznak stříbrný, u vyšší tříd pak pozlacený. Velikost odznaku ve třídě rytíře a důstojníka je 37 × 56 mm, u vyšších tříd pak 45 × 67 mm.
Řádová hvězda je osmicípá s řádovým odznakem uprostřed. Velikost hvězdy v průměru je 90 mm.
Stuha široká 37 mm se skládá ze tří stejně širokých pruhů v barvě černé, bílé a červené. Odpovídá tak barvám státní vlajky republiky. Na stuze důstojníka je připevněna rozeta o průměru 28 mm. V případě třídy velkokříže je stuha široká 101 mm.